# Afraid of Stairs (musikalbum)
Afraid of Stairs är indiepopgruppen Afraid of Stairs självbetitlade debut-EP, utgiven 2006 på Lavender Recordings.

## Låtlista
1. "Tell Him How You Feel" - 2:37
2. "Let Me" - 3:41
3. "When Nothing" - 3:57
4. "They Aimed Bad" - 4:00

### Fotnoter
1. ↑  ”Afraid of Stairs”. Discogs.com. http://www.discogs.com/Afraid-Of-Stairs-Afraid-Of-Stairs/release/1504652. Läst 18 december 2011.